# Orazio Schillaci
Orazio Schillaci (Roma, 27 aprile 1966) è un politico e medico italiano, dal 22 ottobre 2022 ministro della salute nel governo Meloni.
Già componente di commissioni sanitarie per la Regione Lazio e per il Ministero della salute, dal 2017 al 2022 è stato presidente dell'Associazione italiana di medicina nucleare e imaging molecolare.

## Biografia

### Carriera clinica e accademica
Nel 1990 si laurea in medicina e chirurgia presso l'Università La Sapienza, dove poi consegue, nel 1994, la specializzazione in medicina nucleare; fino al 2001 è stato ricercatore presso l'Università dell'Aquila, mentre nel 2000 consegue il dottorato in imaging funzionale radioisotopico.
Nel 2001 si trasferisce all'Università di Roma Tor Vergata con la qualifica di professore associato di medicina nucleare; ne ricopre anche la carica di primario al policlinico di Tor Vergata. Dal 2007 diventa professore ordinario, e nel 2008 direttore della scuola di specializzazione in medicina nucleare. Nel triennio 2006-2009 è membro esperto del Consiglio superiore di sanità, e nel 2009 si specializza in radiodiagnostica, presso l'Università di Roma Tor Vergata.
Gli ambiti delle sue ricerche trattano l'imaging molecolare e la fusione con macchine ibride in cardiologia, oncologia, neurologia e i processi flogistici-infettivi. In cardiologia ha studiato il miocardio vitale e l'innervazione adrenergica del miocardio con tecniche radioisotopiche; in ambito oncologico ha approfondito la scintigrafia con analoghi marcati della somatostatina nei tumori neuroendocrini, la stadiazione dei pazienti con carcinoma prostatico con F-18 colina e la valutazione precoce della risposta alla terapia con la PET al FDG nei pazienti con linfomi maligni, nonché altre forme di imaging molecolare; in neurologia ha trattato la scintigrafia recettoriale con FP-CIT e la PET metabolica con FDG nella malattia di Parkinson, il metabolismo cerebrale nella malattia di Alzheimer e il piede diabetico; ha inoltre caratterizzato processi flogistici e infettivi con la PET al FDG.
Fa parte della redazione editoriale di The Journal of Nuclear Medicine, European Journal of Nuclear Medicine and Molecular Imaging, Cancer Biotherapy and Radiopharmaceuticals, Expert Review of Medical Devices, Medicine, Nuclear Medicine Communications, European Journal of Nuclear Medicine and Molecular Imaging Research, Clinical and Translational Imaging; è anche revisore di numerose riviste internazionali nel campo della medicina nucleare.
Dal 2011 al 2019 è dapprima vicepreside e poi preside della facoltà di medicina e chirurgia dell'Università di Roma Tor Vergata, mentre nel 2018 viene nominato direttore del dipartimento di oncoematologia del Policlinico di Tor Vergata.
Nel 2019 è nominato rettore dell'Università di Roma Tor Vergata.
Nel 2020 viene nominato dal ministro della salute Roberto Speranza membro del comitato scientifico dell'Istituto superiore di sanità.
Nel settembre 2023 viene coinvolto, dal quotidiano Il Manifesto, in un caso di presunta cattiva condotta scientifica: in otto articoli pubblicati da Schillaci con altri autori tra il 2018 e il 2022 vengono identificate immagini duplicate che avrebbero dovuto rappresentare cellule di diversi pazienti.. Un ricercatore collaboratore delle ricerche ha dichiarato all'ANSA di essere stato il responsabile degli errori. La notizia è stata poi riportata da alcune testate giornalistiche 

## Attività politica

### Ministro della Salute

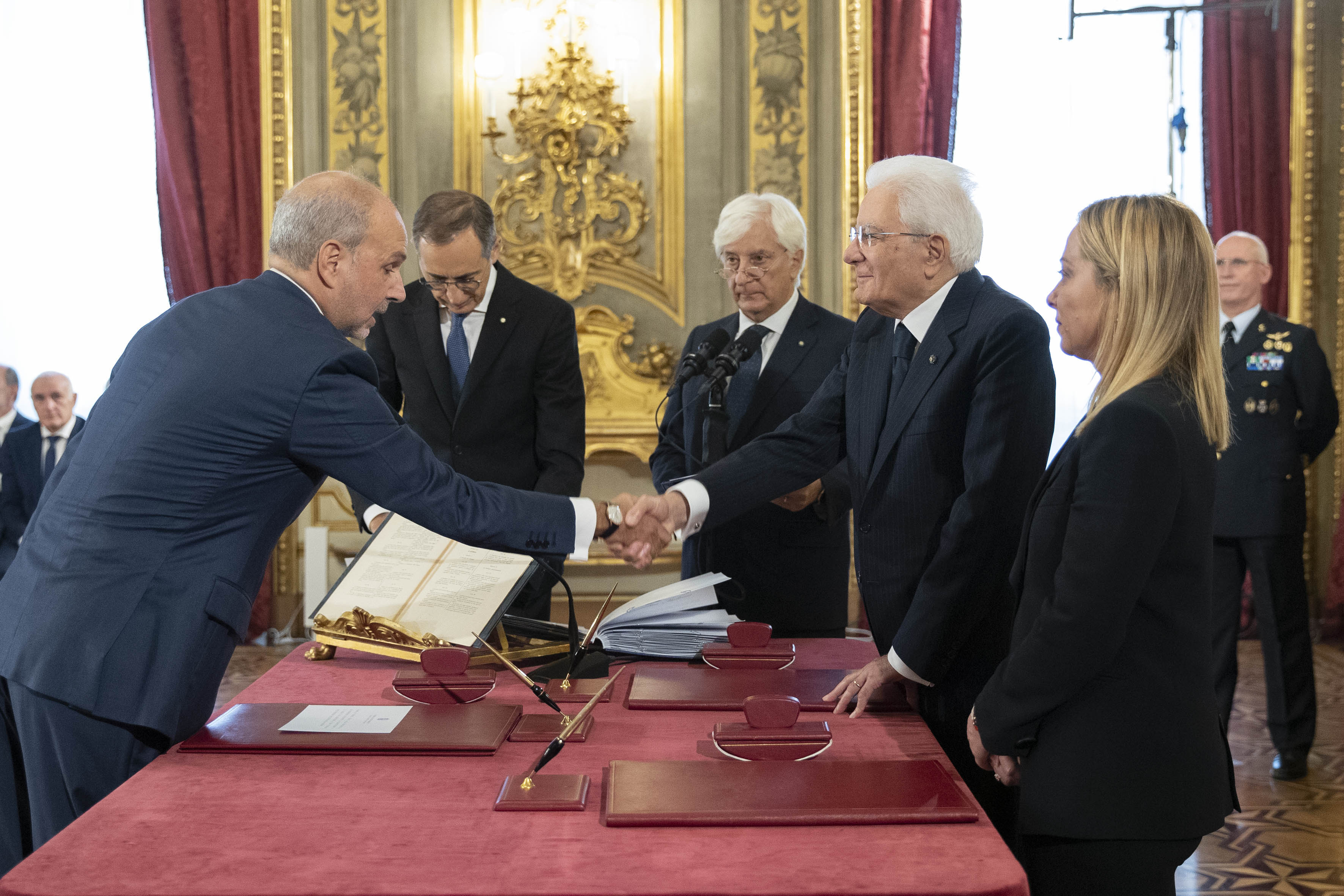
Orazio Schillaci mentre stringe la mano al presidente Sergio Mattarella dopo aver giurato come Ministro della salute del governo Meloni

Il 21 ottobre 2022 viene nominato ministro della salute del Governo Meloni, giurando il giorno successivo e lasciando contemporaneamente la carica di rettore dell'Università di Roma Tor Vergata.